# عصام شبارو
عصام مُحمَّد شبارو هو مُؤرِّخ وأُستاذ جامعي لُبناني. وُلد في حي زقاق البلاط ببيروت يوم 2 حُزيران (يونيو) 1945م. تلقَّى تعليمه المدرسي في كُليَّة المقاصد للبنين (خالد بن الوليد) وتخرَّج منها سنة 1965م، ثُمَّ تابع دراسته الجامعيَّة في الجامعة اللُبنانيَّة، فنال من كُليَّة التربية إجازة تعليميَّة في التاريخ، ثُمَّ نال الماجستير في الاختصاص نفسه من كُليَّة الآداب في الجامعة المذكورة سنة 1980م. التحق بعد ذلك بجامعة القدِّيس يُوسُف فنال منها دكتوراه اختصاص في التاريخ سنة 1983م، ثُمَّ دكتوراه دولة في التاريخ الإسلامي من الجامعة نفسها سنة 1983م.
اشتغل بالتعليم المدرسي الحُكُومي بدايةً من سنة 1971م، وعُيِّن مُديرًا لثانويَّة حوض الولاية الرسمية للبنين سنة 1980م واستمرَّ في منصبه هذا حتَّى سنة 1988م، ثُمَّ تفرَّغ للتعليم الجامعي سنة 2002م.

## مؤلفات مختارة
وضع عصام شبارو 76 مُؤلَّفًا، من أبرزها:
- «قاضي القُضاة في الإسلام» سنة 1988م.[1]
- «الدولة العربيَّة الإسلاميَّة الأولى 1 - 41هـ / 623 - 661م» سنة 1992م.[1]
- «جمعيَّة المقاصد الخيرية الإسلاميَّة في بيروت (1878 - 2000م)» سنة 2000م.[1]
- «اتحاد جمعيات العائلات البيروتية من التأسيس إلى العصر الذهبي (1998 - 2013)» سنة 2023م.[3]
- «بلدية بيروت من التأسيس الى الانهيار (1864 - 2013)» سنة 2023م.[3]

ولعلَّ أهم ما أصدره كان موسوعة «المُطوّل في تاريخ بيروت» سنة 2018م، في عشرة مُجلَّدات ضخمة، وتناول فيه تاريخ هذه المدينة منذ العصر الكنعاني سنة 2000 ق.م وصولًا إلى العصر الحالي. وكان شبارو قد بدأ بهذه الموسوعة مُنذ صيف سنة 1982م، أثناء الحصار الإسرائيلي لبيروت، لكنه أدرك أنّ هذا العمل الكبير يحتاج إلى سنواتٍ طويلة لإتمامه، فاكتفى في 7 حزيران (يونيو) 1986م، بإصدار قسمٍ منه، أطلق عليه: «تاريخ بيروت منذ أقدم العصور حتى القرن العشرين»، ثُمَّ أكمله لاحقًا ليصدر شاملًا في السنة المذكورة.